# Třída Rihtniemi
Třída Rihtniemi (někdy též třída R) byla třída hlídkových lodí finského námořnictva. Nasazeny mohly být též jako minolovky. Celkem bylo pro finské námořnictvo postaveno pět jednotek této třídy ve dvou skupinách. Druhá skupina je někdy označována jako třída Ruissalo. Finské námořnictvo celou třídu vyřadilo do roku 2000. Roku 1999 dvě vyřazení finská plavidla zakoupilo Estonsko. Kromě finských plavidel byly postaveny ještě tři čluny pro Kolumbii.

## Stavba
První skupina této třídy čítala dvě jednotky (Rihtniemi a Rymättylä) postavené loděnicí Rauma-Repola ve městě Rauma. Do služby byly přijaty v roku 1957.
Druhou tříčlennou skupinu postavila loděnice Laivateollisuus v Turku. Tato plavidla byla do služby přijata v roce 1959.
V roce 1971 do služby vstoupily tři lodě postavené pro Kolumbii. Tato plavidla neměla schopnost protiponorkového boje.
Jednotky třídy Rihtniemi:
| Jméno                          | Podtřída  | Loděnice        | Založení kýlu | Spuštěna         | Vstup do služby | Status |
| ------------------------------ | --------- | --------------- | ------------- | ---------------- | --------------- | --- |
| Rihtniemi (51)                 | Rihtniemi | Rauma-Repola    | 1955          | 1956             | květen 1957     | Roku 1999 prodán Estonsku jako Ristna (P 422). Zařazen 8. července 1999. Vyřazen 2005. Reaktivován 2009. Vyškrtnut 2015. Muzejní loď. |
| Rymättylä (52)                 | Rihtniemi | Rauma-Repola    | 1955          | 1956             | únor 1957       | Prodán Estonsku jako Suurop (P 421). Zařazen 8. července 1999. Vyškrtnut 2005. Muzejní loď.                                           |
| Ruissalo (53)                  | Ruissalo  | Laivateollisuus | 1958          | 16. června 1959  | srpen 1959      | Vyškrtnut 1994. |
| Raisio (54)                    | Ruissalo  | Laivateollisuus | 1958          | 2. července 1959 | září 1959       | Vyškrtnut 2004. |
| Röyttä (55)                    | Ruissalo  | Laivateollisuus | 1958          | 2. června 1959   | říjen 1959      | Vyškrtnut 2005. |
| Jorge Soto del Corval (AN 207) | Ruissalo  | Laivateollisuus |               |                  | 1971            | Vyškrtnut 1984. |
| Carlos Alban (AN 208)          | Ruissalo  | Laivateollisuus |               |                  | 1971            | Vyškrtnut 1984. |
| Nito Restrepo (AN 209)         | Ruissalo  | Laivateollisuus |               |                  | 1971            | Vyškrtnut 1990. |

## Konstrukce

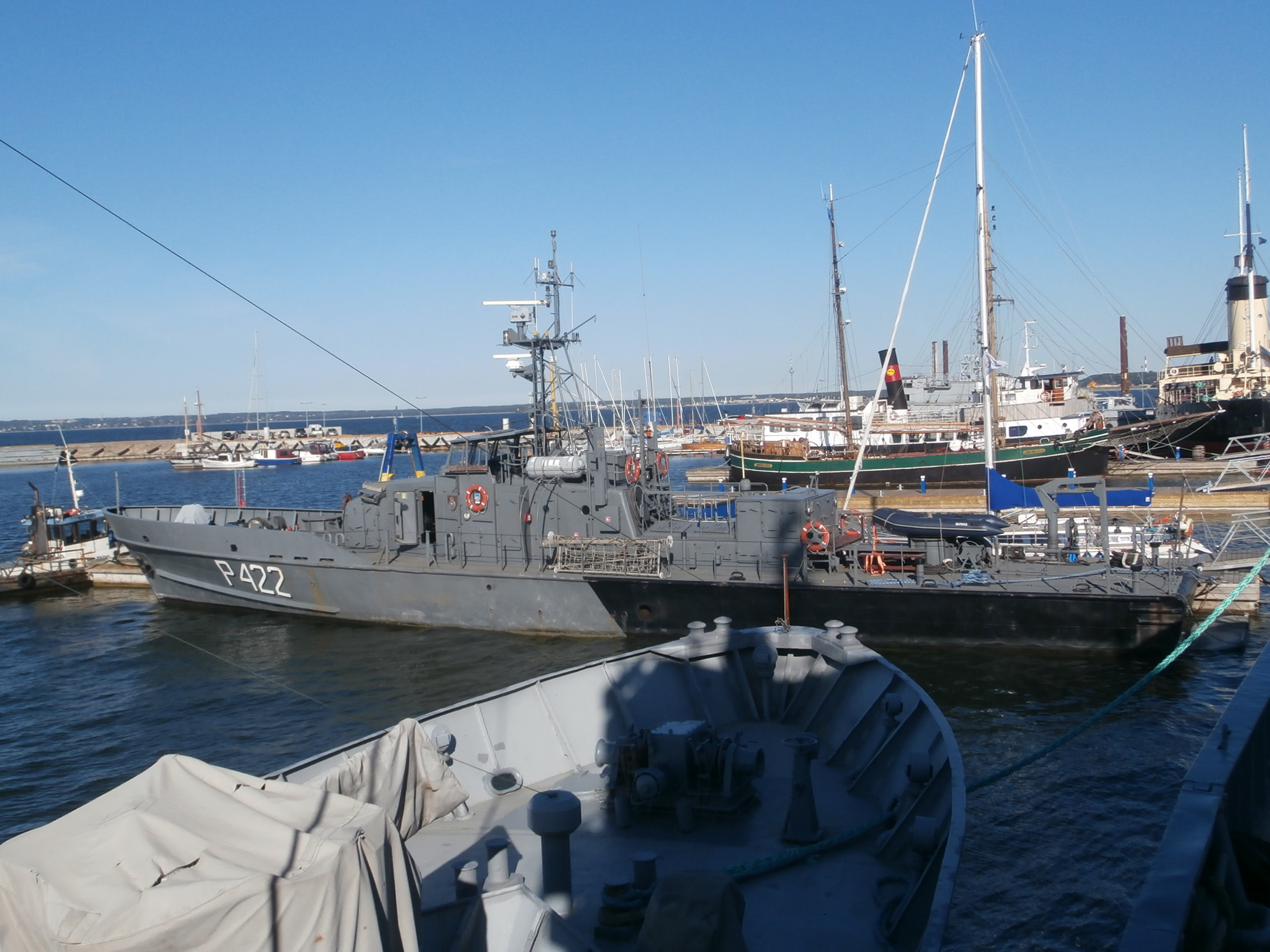
Ristna (P 422, ex Rihtniemi)

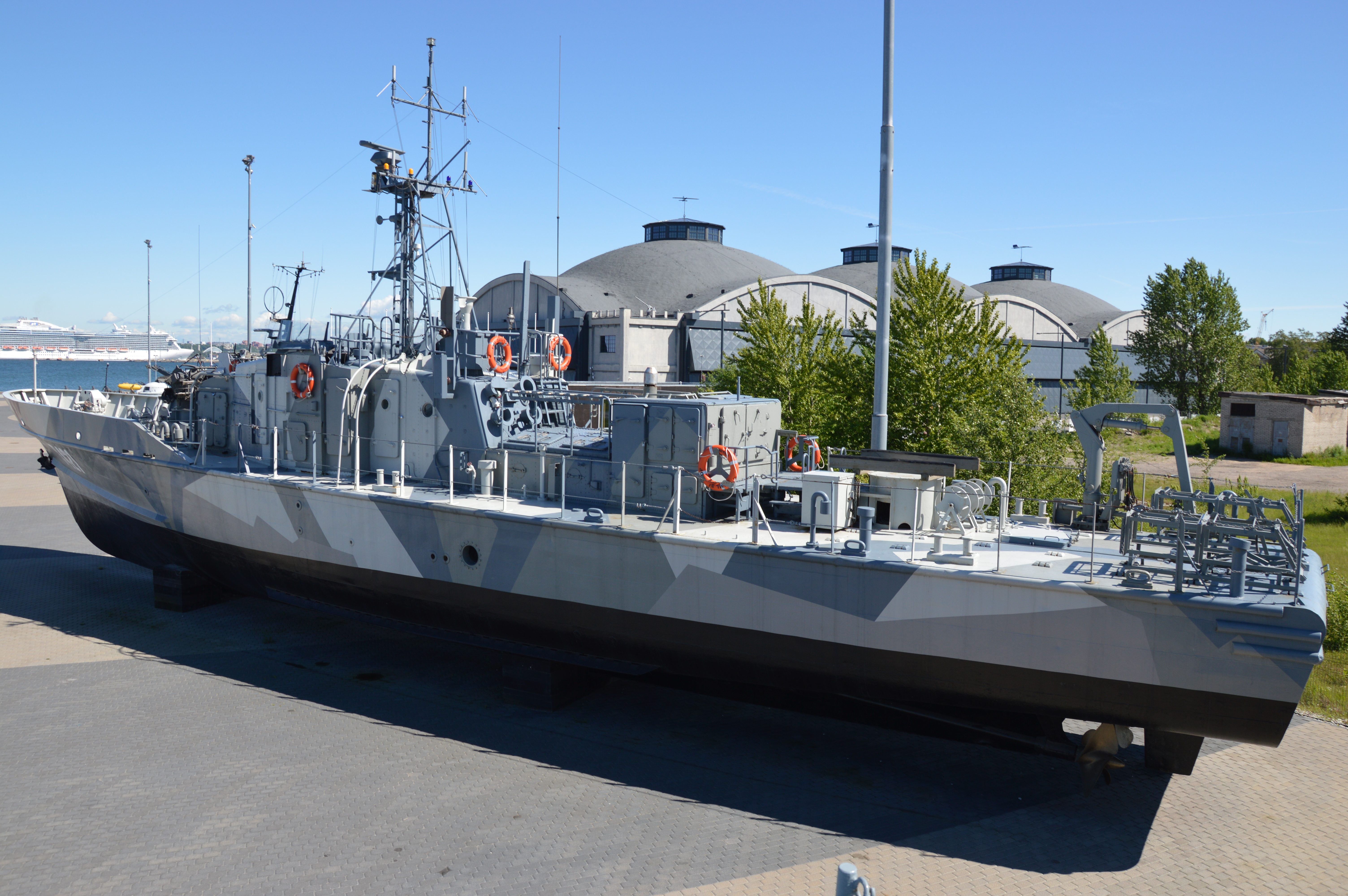
Suurop (P 421, ex Rymättylä) v Tallinu v roce 2015

### SkupinaRihtniemi
Plavidla byla vybavena radarem a sonarem Simrad. Výzbroj plavidel se skládala z jednoho 40mm kanónu Bofors, jednoho 20mm kanónu Madsen. (Navypedia uvádí rovněž dva vrhače raketových hlubinných pum RBU-1200, dle jiného pramene byla plavidla první skupiny postavena bez nich a instalovány byly až při modernizaci.). Dále mohly být vybavena minolovným tralem. Pohonný systém tvořily dva diesely MTU o výkonu 2500 hp, pohánějící dva lodní šrouby. Nejvyšší rychlost dosahovala patnáct uzlů.

### SkupinaRuissalo
Plavidla byla zvětšena, přičemž došlo k instalaci protiponorkové výzbroje. Výzbroj se tak skládala z jednoho 40mm kanónů Bofors, jednoho 20mm kanónu Madsen a dvou vrhačů raketových hlubinných pum RBU-1200. Pohonný systém tvořily dva diesely MTU o výkonu 2500 hp, pohánějící dva lodní šrouby. Nejvyšší rychlost dosahovala patnáct uzlů.

### SkupinaJorge Soto del Corval
Od ostatních plavidel třídy Ruissalo se lišily výzbrojí tvořenou dvěma 20mm kanóny. Nejvyšší rychlost dosahovala sedmnáct uzlů.

## Modernizace
Roku 1981 byly oba finské čluny první série (Rihtniemi a Rymättylä) modernizovány. Trup byl prodloužen (délka 34 m, ponor 6 m, standardní výtlak 115 t, plný výtlak 135 t). Nový radar byl typu Decca 1226. Výzbroj nahradily dva 23mm dvojkanóny ZU-23-2. V letech 1976–1980 kanóny ZU-23-2 nahradily původní hlavňovou výzbroj i u všech plavidel druhé série.